# Ormone cerebrale
L'ormone cerebrale, nella fisiologia degli Insetti, è un composto biochimico prodotto dal sistema endocrino che regola lo sviluppo postembrionale.

## Funzioni
Come dice il nome, il composto svolge una funzione ormonale regolando la produzione di altri ormoni direttamente responsabili dei meccanismi che determinano le mute e le metamorfosi.

## Siti di produzione
L'ormone cerebrale è prodotto da cellule neuricrine, ossia cellule nervose che hanno perso la funzione primaria per assumere quella di secrezione di sostanze ad azione ormonale. Tali cellule sono localizzate nel protocerebro e precisamente in un tessuto, detto pars intercerebralis, localizzato fra i due lobi del protocerebro. Per la funzione svolta dall'ormone cerebrale, l'attività della pars intercerebralis ha la sua massima intensità negli stadi giovanili degli insetti.
L'ormone cerebrale prodotto viene trasferito, attraverso le connessioni nervose, ai corpi faringei del sistema cardio-aortico dove subisce una trasformazione chimica, dopo di che viene riversato nell'emolinfa per essere trasportato ai siti bersaglio.

## Siti bersaglio
I siti bersaglio dell'ormone cerebrale sono due: le ghiandole protoraciche ventrali e i corpi allati del sistema cardio-aortico. Nelle ghiandole protoraciche ventrali, l'ormone cerebrale stimola la produzione dell'ecdisone, ormone che a sua volta stimola la muta. Nei corpi allati, l'accumulo dell'ormone cerebrale stimola la produzione della neotenina, ormone che interferisce con l'azione dell'ecdisone impedendo la metamorfosi e determinando, quindi, il mantenimento dei caratteri giovanili.